# Beate Heister
Beate Heister (geborene Albrecht, * 5. Oktober 1951 in Essen) ist eine deutsche Milliardenerbin und Miteigentümerin von Aldi Süd.

## Leben
Beate Heister ist das jüngere der beiden Kinder von Aldi-Süd-Gründer Karl Albrecht (1920–2014) und Maria Albrecht (geborene Tenbrink; 1923–2013). Ihr Ehemann ist Peter Heister (* 1947), mit dem sie sechs Kinder hat, darunter Peter Max Heister. Sie zeigt sich nur selten in der Öffentlichkeit.

## Milliardenvermögen
Heister ist Vorstandsmitglied der nicht auflösbaren Siepmann-Stiftung mit Sitz in Eichenau. Die Siepmann-Stiftung ist 100%ige Eigentümerin von Aldi Süd. Das US-Wirtschaftsmagazin Forbes schätzte im Jahr 2017 den Unternehmenswert von Aldi Süd auf ca. 27,2 Mrd. US-Dollar.
Siepmann ist der Geburtsname von Anna Albrecht, der Großmutter von Beate Heister. Die Stiftung hält das Gesamtvermögen und das Markenrecht an Aldi Süd.
Heister und ihr Bruder Karl Albrecht jr. gelten als die reichsten Deutschen mit einem Vermögen von 44,1 Mrd. US-Dollar (Stand: Januar 2022).